# (100020) 1990 QH4
(100020) 1990 QH4 es un asteroide perteneciente al cinturón de asteroides, descubierto el 23 de agosto de 1990 por Henry E. Holt desde el Observatorio del Monte Palomar, Estados Unidos.

## Designación y nombre
Designado provisionalmente como 1990 QH4.

## Características orbitales
1990 QH4 está situado a una distancia media del Sol de 2,225 ua, pudiendo alejarse hasta 2,647 ua y acercarse hasta 1,803 ua. Su excentricidad es 0,189 y la inclinación orbital 4,480 grados. Emplea 1212 días en completar una órbita alrededor del Sol.

## Características físicas
La magnitud absoluta de 1990 QH4 es 16. Tiene 3,577 km de diámetro y su albedo se estima en 0,077.